# Algar
Algar – niewielka miejscowość w południowej Hiszpanii, w Andaluzji, w prowincji Kadyks.
Miejscowość zaliczana do grupy białych miast.

## Historia
Początki miasta, nietypowe wśród miast tego regionu, sięgają 1757 r., kiedy to lokalny biznesmen Domingo López de Carvajal wykupił grunty należące obecnie do miasta i zasiedlił je kolonistami. Dzisiaj dominuje tu głównie turystyka, chów zwierząt oraz rolnictwo.

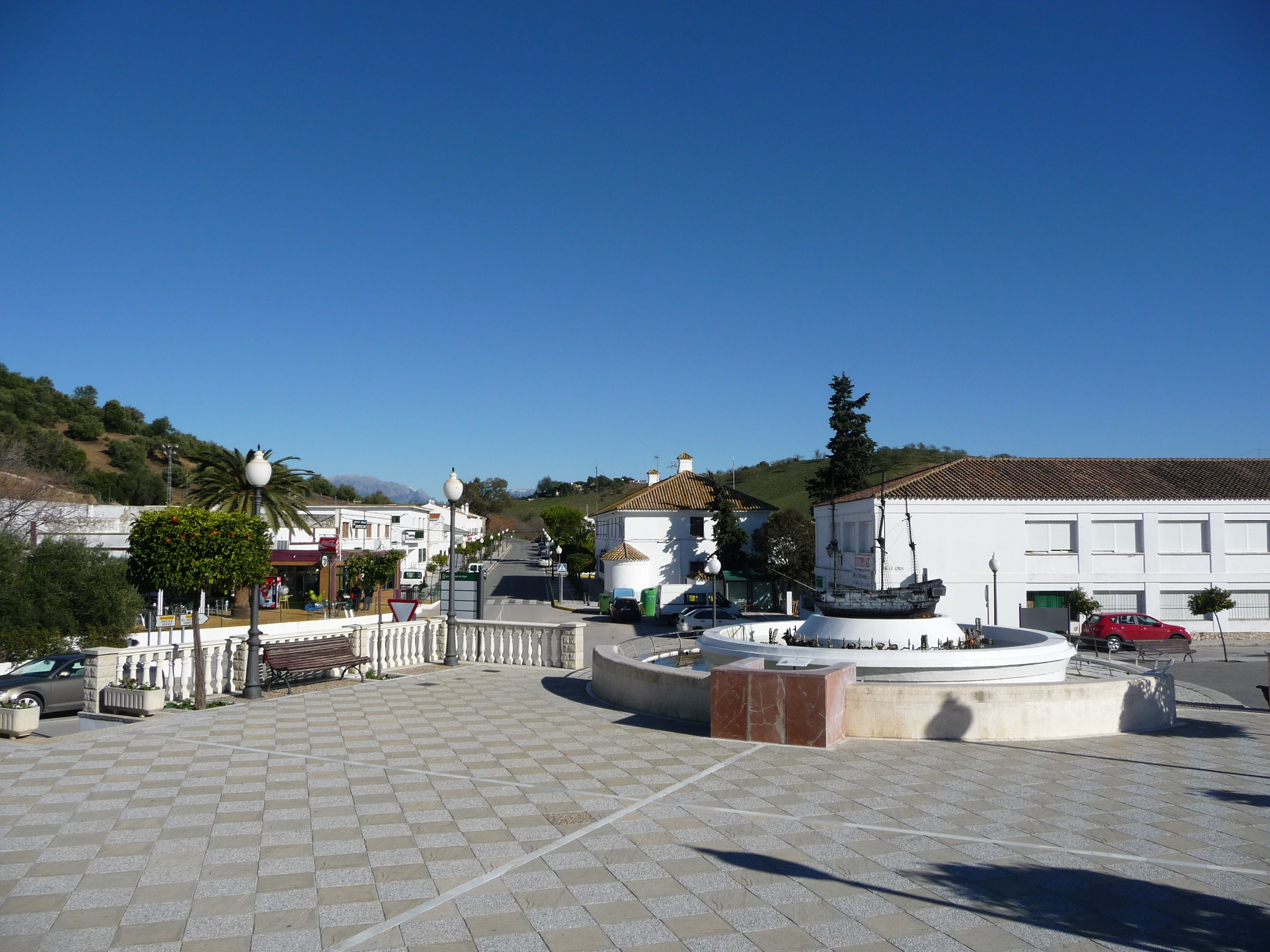
Plac centralny w miasteczku